# Orticoltura

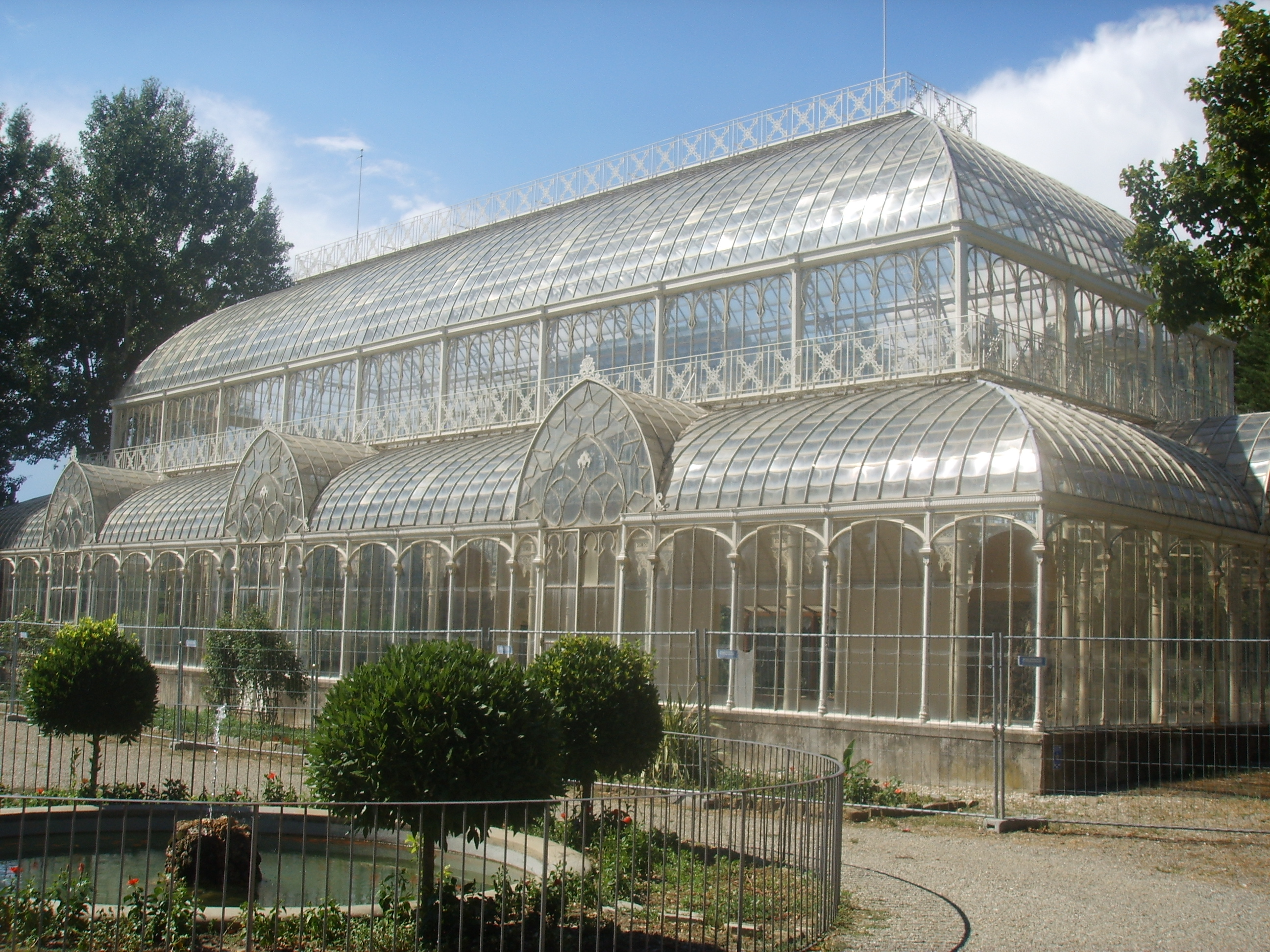
Giardino dell'Orticultura, Firenze.

L'orticoltura è un settore dell'agricoltura che riguarda la scienza, l'arte, la tecnologia e l'attività economica di coltivare piante. Include la coltivazione di piante ortive, piante ornamentali, piante medicinali, piante aromatiche, piante industriali, piante erbacee da frutto (ad es. la fragola), alghe, ecc. Si occupa anche di conservazione delle specie vegetali, ristrutturazione paesaggistica, progettazione e manutenzione di giardini, ibridazione e creazione varietale, gestione di collezioni di interesse botanico, cura di orti botanici, arboricoltura, ecc. Attività svolta fin dall'antichità per fini alimentari e artigianali si è sviluppata e specializzata con le grandi scoperte geografiche, soprattutto nel mondo anglosassone dove la coltivazione di piante insolite divenne ben presto un fattore culturale. Vedi Royal Horticultural Society.
Può essere praticata per hobby o come attività professionale. Le coltivazioni possono avvenire su terra o su altro tipo di substrato, con metodo convenzionale, biologico o integrato.
I substrati, oltre alla terra, possono essere diversi e variamente mescolati tra loro: pomice, lapillo vulcanico, corteccia, torba, marna, fibra di cocco, sabbia, tufo, compost, ecc.

## Storia
La storia dell'orticoltura si sovrappone alla storia dell'agricoltura e alla storia della botanica.
Le origini dell'orticoltura risiedono nella transizione delle comunità umane da uno stile di vita nomade come cacciatori-raccoglitori a comunità orticole sedentarie o semi-sedentarie. Nella foresta pluviale amazzonica precolombiana, i nativi usavano il biochar per migliorare la produttività del suolo bruciando i rifiuti vegetali. I coloni europei chiamarono questo suolo Terra Preta de Indio. Nelle aree forestali, tale orticoltura veniva spesso praticata in "swiddens" (aree di terra in cui sono state utilizzate tecniche di taglio e bruciatura per prepararla alla coltivazione) o aree "taglia e brucia". Nel Nord America prima del contatto, le comunità orticole semi-sedentarie dei boschi orientali, che coltivavano mais, zucca e girasole, contrastavano nettamente con le comunità nomadi e le comunità di cacciatori-raccoglitori del popolo delle pianure. Le culture mesoamericane si concentrarono nella coltivazione di colture su piccola scala, come la "milpa" o il campo di mais, intorno alle loro abitazioni o in appezzamenti specializzati che venivano visitati occasionalmente durante le migrazioni da un'area all'altra. In America centrale, l'orticoltura Maya comportava l'aumento della foresta con alberi utili come papaia, avocado, cacao, ceiba e sapota. Nei campi di grano venivano coltivate più colture come fagioli, zucche e peperoncini e, in alcune culture, queste colture erano coltivate principalmente o esclusivamente da donne.

## Tecniche e pratiche

### Propagazione
La propagazione delle piante in orticoltura è il processo in cui la moltiplicazione di una specie o cultivar è controllata per soddisfare il desiderio dell'orticoltore. Viene utilizzato principalmente per aumentare il numero di singole piante preservando le caratteristiche genetiche e morfologiche desiderate. La propagazione coinvolge metodi sia sessuati che asessuati. Nella propagazione sessuata vengono utilizzati i semi, mentre la propagazione asessuata comporta la divisione delle piante, la separazione di tuberi, cormi e bulbi e tecniche come il taglio, la stratificazione, l'innesto.
La propagazione dei semi è un metodo comune sia per le piante autoimpollinanti che per quelle a impollinazione incrociata. Se conservati in un ambiente fresco e asciutto, i semi possono durare anni e sono un modo efficiente in termini di spazio per conservare le piante e trasmettere raramente virus. Tuttavia, i semi non conservano l'omogeneità genetica e, a seconda della specie, possono impiegare molto tempo per crescere in una pianta matura.
La propagazione asessuata o vegetativa si basa sulla rigenerazione dei tessuti vegetali. La propagazione asessuata conserva caratteristiche genetiche e morfologiche e consente la propagazione di specie che non producono semi. Tuttavia, la ridotta diversità genetica significa che ogni individuo prodotto è suscettibile alle stesse malattie.

### Controllo delle variabili ambientali
Il controllo ambientale è coinvolto a tutti i livelli dell'orticoltura, sebbene l'ampiezza del controllo vari tra l'hobbista e l'orticoltura commerciale. Il controllo di base coinvolge la posizione di impianto, la disponibilità di luce solare, la disponibilità di acqua, la latitudine e la longitudine.
Un controllo più intensivo può comportare l'uso di strutture fredde, serre e case ombreggianti. I telai freddi forniscono un ambiente chiuso, sono costruiti vicino al suolo e con un piano in vetro o plastica. Il vetro o la plastica permettono alla luce solare di entrare nel telaio durante il giorno e prevengono la perdita di calore che sarebbe andata persa come radiazione a onde lunghe durante la notte. Ciò consente alle piante di iniziare a crescere prima dell'inizio della stagione di crescita. Le serre sono simili nella funzione, ma sono più grandi nella costruzione e riscaldate con una fonte esterna, come il vapore. Possono essere costruite in vetro, anche se sono realizzate principalmente con fogli di plastica. Le serre più costose e moderne possono includere il controllo della temperatura attraverso il controllo dell'ombra e della luce o l'aria condizionata e l'irrigazione automatica.
Il controllo della temperatura può essere effettuato attraverso una varietà di metodi. Coprire le piante con plastica sotto forma di coni o tunnel può avere lo stesso effetto delle serre. La pacciamatura è anche un metodo efficace per proteggere le piante dal gelo. Altri metodi di prevenzione del gelo includono l'uso di macchine eoliche, riscaldatori e irrigatori.
Il controllo della luce aumentando o diminuendo artificialmente la lunghezza effettiva del giorno attraverso l'uso di luci fluorescenti determina il tempo in cui può avvenire la fotosintesi. Ciò aumenta il tempo in cui la pianta può crescere e svilupparsi. Il controllo della quantità di luce controlla anche quali piante fioriscono, l'allungamento del giorno incoraggia la fioritura delle piante a giorno lungo e scoraggia la fioritura delle piante a giorno breve o "brevidiurne".
I metodi di gestione del suolo includono l'uso della rotazione pianificata delle colture per prevenire il degrado dei suoli che si osserva nelle monocolture (necessità di riferimento), l'applicazione di fertilizzanti e l'analisi del suolo.
I metodi di gestione dell'acqua prevedono l'utilizzo di sistemi di irrigazione e drenaggio, controllando l'umidità del suolo in base alle esigenze della specie. I metodi di irrigazione includono l'irrigazione superficiale, l'irrigazione a pioggia, la subirrigazione e l'irrigazione a goccia. Il volume dell'acqua, la pressione e la frequenza vengono modificati per ottimizzare l'ambiente di crescita. Su piccola scala l'irrigazione può essere effettuata manualmente.

### Selezione delle piante
Quando si selezionano le piante da coltivare, un orticoltore può considerare gli aspetti delle piante in base all'uso previsto e può includere la morfologia, la rarità e l'utilità delle piante.

### Preparazione del letto pre-impianto
Prima della semina, le aiuole vengono diserbate, viene rimosso il pacciame extra, vengono aggiunti fertilizzanti o altri arricchimenti del suolo, il letto viene dissodato e il sistema di irrigazione viene testato.

### Aggiunta di piante
Se si trapiantano piante da un vaso a un letto di terra, le piante vengono piantate alla stessa profondità del vaso e sono distanziate in modo da non affollare le piante.

### Potatura
La potatura ha molteplici funzioni. Se si coltivano arbusti, la potatura della crescita eccessiva aiuta a preservare la forma. La potatura può anche aumentare la quantità di boccioli di fiori su alcune specie di piante da fiore.

### Pacciamatura
La pacciamatura è il processo di applicazione di uno strato di pacciame sopra lo strato di terreno di un giardino. Il pacciame è un soppressore naturale delle infestanti, conserva l'umidità e aiuta a moderare la temperatura del suolo. Esistono diversi tipi di pacciame e comprende substrati di foglie e corteccia.

### Gestione delle infestanti
Le erbe infestanti possono essere soppresse e gestite attraverso tecniche come la pacciamatura, la selezione di specie che riducono le erbe infestanti e l'utilizzo di tecniche colturali.

## Organizzazioni
Esistono varie organizzazioni in tutto il mondo che si concentrano sulla promozione e l'incoraggiamento della ricerca e dell'istruzione in tutti i rami della scienza orticola; tali organizzazioni includono l'International Society for Horticultural Science e l'American Society of Horticultural Science.
Nel Regno Unito ci sono due principali società di orticoltura. L'Ancient Society of York Florists è la più antica società orticola del mondo ed è stata fondata nel 1768. Inoltre, la Royal Horticultural Society, fondata nel 1804, è un ente di beneficenza nel Regno Unito che guida l'incoraggiamento e il miglioramento della scienza, dell'arte e della pratica dell'orticoltura in tutti i suoi rami.
Il Chartered Institute of Horticulture (CIoH) è l'organismo professionale che rappresenta gli orticoltori in Gran Bretagna e Irlanda pur avendo una filiale internazionale per i membri al di fuori di queste isole. L'Australian Society of Horticultural Science è stata fondata nel 1990 come società professionale per promuovere e migliorare la scienza e l'industria dell'orticoltura australiana. Infine, il New Zealand Horticulture Institute è un'altra nota organizzazione orticola.
In India, la Horticultural Society of India (ora Indian Academy of Horticultural Sciences) è la società più antica che è stata fondata nel 1941 a Lyallpur, Punjab (ora in Pakistan), ma è stata successivamente trasferita a Delhi nel 1949. L'altra organizzazione degna di nota funzione dal 2005 è la Società per la promozione dell'orticoltura con sede a Bangalore. L'orticoltura nello stato indiano del Kerala è guidata dalla Kerala State Horticulture Mission.
La National Junior Horticultural Association (NJHA) è stata fondata nel 1934 ed è stata la prima organizzazione al mondo dedicata esclusivamente ai giovani e all'orticoltura. I programmi NJHA sono progettati per aiutare i giovani a ottenere una conoscenza di base dell'orticoltura e sviluppare competenze in questa arte e scienza in continua espansione.
La Global Horticulture Initiative (GlobalHort) promuove partenariati e azioni collettive tra le diverse parti interessate nel settore dell'orticoltura. Questa organizzazione si concentra in particolare sull'orticoltura per lo sviluppo (H4D), che prevede l'utilizzo dell'orticoltura per ridurre la povertà e migliorare la nutrizione in tutto il mondo. GlobalHort è organizzato in un consorzio di organizzazioni nazionali e internazionali che collaborano in attività di ricerca, formazione e generazione di tecnologia progettate per raggiungere obiettivi concordati. GlobalHort è un'organizzazione senza scopo di lucro registrata in Belgio.

## Sfide

### Stress abiotici
L'orticoltura commerciale è necessaria per supportare una popolazione in rapida crescita con richieste per i suoi prodotti. A causa del cambiamento climatico globale, le temperature estreme, l'intensità degli eventi di precipitazione, la frequenza delle inondazioni e la durata e la frequenza della siccità stanno aumentando. Insieme ad altri fattori di stress abiotico come la salinità, la tossicità dei metalli pesanti, i danni da raggi UV e l'inquinamento atmosferico, vengono creati ambienti stressanti per la produzione delle colture poiché l'evapotraspirazione aumenta, i suoli vengono degradati dai loro nutrienti e i livelli di ossigeno si esauriscono, con un risultato fino al 70% di perdita di resa del raccolto.

### Stress biotici
Organismi viventi come batteri, virus, funghi, parassiti, insetti, erbe infestanti e piante autoctone sono fonti di stress biotici e possono privare l'ospite dei suoi nutrienti. Le piante rispondono a questi stress utilizzando meccanismi di difesa come barriere morfologiche e strutturali, composti chimici, proteine, enzimi e ormoni. L'impatto degli stress biotici può essere prevenuto utilizzando pratiche come l'incorporazione della lavorazione del terreno, l'irrorazione o la gestione integrata dei parassiti (IPM).

### Trasporti
Dopo il raccolto, le colture orticole vengono vendute commercialmente. Le condizioni di carico e di transito rappresentano una sfida per mantenere la qualità dei prodotti. La distanza, il tempo di trasporto ei metodi di trasporto sono fattori che devono essere considerati per ridurre al minimo le ammaccature e i danni ai prodotti orticoli.

### Gestione del raccolto
È necessaria cura per ridurre i danni e le perdite alle colture orticole durante il raccolto. Le forze di compressione si verificano durante la raccolta e le merci orticole possono subire una serie di impatti durante il trasporto e le operazioni di confezionamento. Vengono utilizzate diverse tecniche per ridurre al minimo le lesioni e il ferimento delle piante come:
- Raccolta manuale: questo è il processo di raccolta manuale delle colture orticole. I frutti, come mele, pere e pesche, possono essere raccolti con le cesoie
- Servizi igienico-sanitari: i sacchi per la raccolta, le casse, le cesoie e le altre attrezzature devono essere puliti prima della raccolta[35].

## Tecnologia emergente
Clustered Regularly Interspaced Short Palindromic Repeats (CRISPR/Cas9) ha recentemente ottenuto il riconoscimento come metodo altamente efficiente, semplificato, preciso e a basso costo per alterare i genomi delle specie. Dal 2013, CRISPR è stato utilizzato per migliorare una varietà di specie di cereali, frutta e verdura. Le colture vengono modificate per aumentare la loro resistenza a fattori di stress biotici e abiotici come parassiti, malattie e siccità, nonché per aumentare la resa, la nutrizione e il sapore. Inoltre, CRISPR è stato utilizzato per modificare tratti indesiderati, ad esempio, riducendo la produzione di sostanze tossiche delle patate. CRISPR è stato impiegato anche per risolvere problemi di bassi tassi di impollinazione e bassa resa di frutta comuni nelle serre.

## Tipologie di coltura
Le colture su terra si possono suddividere in:
- colture protette (con l'uso di serre più o meno riscaldate)
- colture semiprotette (con l'uso di sistemi di protezione non praticabili come i tunnel)
- colture non protette (in pieno campo)

Le colture su substrato comprendono invece differenti materiali e tipologie di coltivazione:
- in corrente d'acqua (con riciclo dei reflui o con acque di refluo "a perdere") detta orticolpittura
- su substrati naturali (torbe chiare e torbe scure..)
- su substrati sintetici (polistirolo espanso, argilla espansa..).

Dato l'alto costo di gestione delle colture su substrato, a questo tipo di coltura vengono destinate principalmente le floricole o le orticole ad alto valore.
Con il termine orticoltura, soprattutto in ambito antropologico, si può intendere una coltivazione che non richieda pratiche particolari, se non quella dello slash'n'burn, né l'utilizzo di attrezzatura specifica, per differenziarla, nello studio dei modi di produzione dall'agricoltura.

## Orticoltori storici e rilevanti
Luca Ghini, Ulisse Aldrovandi, Joseph Banks, James Dickson, William Forsyth, Richard Anthony Salisbury, Nikolaj Vavilov, Charles Baltet, Curt Backeberg, Guglielmo Betto, Tony Avent, Carlos Magdalena, Rene Stalder, Maxime Rome, Gianluca Corazza, Mick Mittermeier, David Scherberich, Viktor Moiseyenko, Alex Cespedes, Lucia Cortopassi, Razvan Chisu, Stijn Stappaerts, Angelo Porcelli, Ina Crossley, Nhu Nguyen, Michael Benedito, John Grimshaw, Oron Peri, Bjørn Malkmus-Hussein, Alberto Grossi, Rogier van Vugt, Geneviève Ferry, Margaret Young, Yoshitoyo Kondou, Vojtech Holubech,...

## Coltivazioni
Si riporta di seguito un breve elenco delle piante orticole:
- Solanum tuberosum L., Patata
- Solanum lycopersicum L., Pomodoro
- Solanum melongena L., Melanzana
- Capsicum, Peperone
- Citrullus lanatus (Thunb.) Matsum. & Nakai, Cocomero
- Cucumis melo L., Melone
- Cucumis sativus, Cetriolo
- Cucurbita pepo, Zucca da zucchini
- Cucurbita maxima, Zucca dolce
- Fragaria x ananassa Duchesne, Fragola
- Cynara cardunculus scolymus L. Hegi, Carciofo
- Brassica oleracea, Cavolo
- Brassica oleracea botrytis, Cavolfiore
- Brassica oleracea gemmifera, Cavolo di Bruxelles
- Lactuca sativa L., Lattuga
- Cichorium endivia L. Indivia
- Cichorium intybus L., Radicchio
- Beta vulgaris var. cicla, Bietola
- Spinacia oleracea, Spinacio
- Daucus carota, Carota
- Foeniculum vulgare, Finocchio
- Allium cepa, Cipolla
- Allium sativum, Aglio
- Allium porrum, Porro
- Allium ascalonicum, Scalogno